# يوم السياحة العالمي
يوم السياحة العالمي (بالإنجليزية: World Tourism Day)‏ منذ عام 1980، تحتفل منظمة السياحة العالمية التابعة للأمم المتحدة بيوم السياحة العالمي كاحتفالات دولية في 27 سبتمبر. تم اختيار هذا التاريخ في ذلك اليوم من عام 1970، حيث تم اعتماد النظام الأساسي لمنظمة السياحة العالمية.
يعتبر اعتماد هذا النظام الأساسي علامة فارقة في السياحة العالمية. الغرض من هذا اليوم هو زيادة الوعي بدور السياحة داخل المجتمع الدولي وإظهار كيفية تأثيرها على القيم الاجتماعية والثقافية والسياسية والاقتصادية في جميع أنحاء العالم. وكان موضوع اليوم هو «السياحة المستدامة» في عام 2017.
في عام 2018 كان الموضوع هو «السياحة والتحول الرقمي» وفي عام 2019 كان الموضوع هو «السياحة والوظائف: مستقبل أفضل للجميع». في دورتها الثانية عشرة في اسطنبول، تركيا، في أكتوبر 1997، قررت الجمعية العامة لمنظمة السياحة العالمية تعيين دولة مضيفة كل عام للعمل كشريك للمنظمة في الاحتفال بيوم السياحة العالمي.
قررت الجمعية في دورتها الخامسة عشرة في بكين، الصين، في أكتوبر 2003، الترتيب الجغرافي التالي الذي يجب اتباعه للاحتفالات بيوم السياحة العالمي: 2006 في أوروبا؛ 2007 في جنوب آسيا؛ 2008 في الأمريكتين؛ 2009 في أفريقيا و2011 في الشرق الأوسط.
كان الراحل إغناتيوس أمادوا أتيغبي وهو مواطن نيجيري، من اقترح فكرة الاحتفال يوم 27 سبتمبر من كل عام بيوم السياحة العالمي. تم تكريمه أخيرًا لمساهمته في عام 2009.

## روابط خارجية
- يوم السياحة العالمي
- جامعة سانجام بهيلوارا راجاستان - يوم السياحة العالمي 2012
- يوم السياحة العالمي